# 第5航空管区名誉章
第5航空管区名誉章(ドイツ語: Ehrenplakette des Luftkreises V)は、ナチス・ドイツの勲章。空軍名誉章の一つ。
1937年10月、カール・エーベルトの指揮下である第5航空管区が、1935年から1937年にかけて活躍したことを記念し制定された。

## 概要
第5航空管区名誉章は、縦107mm、横82mmの青銅製である。名誉章にはドイツ空軍の鷲章が描かれており、その下にFÜR HERVORRAGENDE/LEISTUNG/DER KOMMANDIERENDE/GENERAL UND BEFEHLSHABER/IM LUFTKREIS V(第5航空管区の司令官の指揮による優れた業績)と、ドイツ語で刻まれている。
第5航空管区名誉章は原則青銅製だが、一部銀メッキが施されたものも存在し、それが授与される際は受章者の名前と階級が名誉章に刻まれた。